# Jakob Ammann
Jakob Ammann (Erlenbach im Simmental, 12 februari 1644 (?) - Zellwiller, Elzas, vóór 1730) was een Zwitsers religieus leider. Hij was de grondlegger van de religieuze groep de Amish. Er is weinig bekend over zijn leven.
Rond 1655 verhuisde Ammann met zijn ouders naar Oberhofen aan het meer van Thun.  Hij was waarschijnlijk kleermaker van beroep, net als zijn vader. Vóór 1680 bekeerde hij zich tot het anabaptisme (wederdopers) en werd later ouderling van een anabaptistengemeente van de Zwitserse Broeders. Kort na 1680 moest hij waarschijnlijk vluchten naar de Elzas. Hij woonde van 1693 tot 1695 in Heidolsheim, van 1695 tot 1712 in Markirch en daarna (waarschijnlijk tot zijn dood) in Zellwiler.
In de zomer van 1693 reisde hij langs een aantal gemeenten in het Emmental waarvan de leden bereid waren zich te laten dopen.  In 1694 veroorzaakte hij vanwege zijn strikte benadering van de kerkelijke tucht een splitsing binnen de Mennonieten. De afgesplitste groep werd naar hem vernoemd: de Amish.